# 馬達加斯加彩蛙
馬達加斯加彩蛙（学名：Mantella madagascariensis）为彩蛙科曼蛙屬下的一个种。其种加词“madagascariensis”意为“马达加斯加的”。